# S Bridge

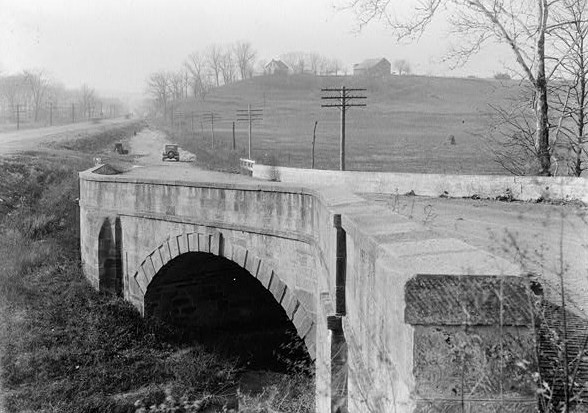
S Bridge in Guernsey County

S Bridge ist die englischsprachige Bezeichnung für eine Brücke über ein Gewässer, deren Grundriss S-förmig gebogen ist.
Die S-förmige Bauweise ist unter anderem aus Ohio im beginnenden 19. Jahrhundert bekannt. Diese Art der Konstruktion wurde gewählt, um die Brücken an schmale und gewundene Flussläufe in unebenem Gelände anzupassen. Die Brücken setzen dabei senkrecht an beiden Ufern an und sind in der Mitte so zusammengeführt, dass der Fluss das Bauwerk senkrecht durchströmen kann und die Brücke eine minimale Barriere im Fluss darstellt. Einige solcher Brücken sind entlang des U.S. Highway 40 in Ohio erhalten und teilweise als National Historic Landmark eingestuft. Die Claysville S Bridge in Washington County (Pennsylvania) wird im National Register of Historic Places geführt.